# Nicol Pitro
Nicol Pitro (* 7. Oktober 1975 in Goslar, verheiratete Nicol Bittner) ist eine deutsche Badmintonspielerin.

## Sportliche Karriere
In der Altersklasse U16 erntete sie 1992 die ersten Lorbeeren für ihren Heimatverein, die SG Diepholz, als sie Deutsche Meisterin im Dameneinzel wurde. 1998 wurde sie erstmals Meisterin bei den Erwachsenen im Mixed mit Stephan Kuhl.
Nicol Pitro startete 2000 und 2004 im Mixed bei Olympia. Sowohl bei ihrer ersten Teilnahme mit Michael Keck als auch bei der zweiten Teilnahme mit Björn Siegemund wurde sie dabei Neunte.
Nach ihrer aktiven Karriere wurde sie Trainerin in Baden-Württemberg und Bayern. Aktuell (2021) ist sie hauptamtliche Nachwuchskoordinatorin und Trainerin im Hessischen Badminton Verband.

## Sportliche Erfolge
| Saison    | Veranstaltung                              | Disziplin   | Platz | Name |
| --------- | ------------------------------------------ | ----------- | ----- | --- |
| 1991/1992 | Deutsche Einzelmeisterschaft U16           | Mixed       | 2     | Alexander Weitzel / Nicol Pitro (SG Diepholz) |
| 1991/1992 | Deutsche Einzelmeisterschaft U16           | Dameneinzel | 1     | Nicole Pitro (SG Diepholz v. 1870) |
| 1991/1992 | Deutsche Einzelmeisterschaft U16           | Damendoppel | 2     | Nicol Pitro (SG Diepholz) / Verena Nuy (BC Kleve) |
| 1992/1993 | Deutsche Einzelmeisterschaft U18           | Damendoppel | 1     | Viola Rathgeber / Nicole Pitro (SC Siemensstadt Berlin / SG Diepholz v. 1870) |
| 1993/1994 | Deutsche Einzelmeisterschaft U22           | Damendoppel | 1     | Viola Rathgeber / Nicole Pitro (SC Siemensstadt Berlin / FC Langenfeld) |
| 1993/1994 | Deutsche Einzelmeisterschaft U18           | Damendoppel | 1     | Nicole Pitro / Viola Rathgeber (FC Langenfeld / SC Siemensstadt Berlin) |
| 1994/1995 | Deutsche Einzelmeisterschaft               | Damendoppel | 3     | Viola Rathgeber / Nicol Pitro (Südring Berlin / FC Langenfeld) |
| 1994/1995 | Deutsche Einzelmeisterschaft U22           | Mixed       | 1     | Björn Siegemund / Nicole Pitro (SV Fortuna Regensburg / FC Langenfeld) |
| 1994/1995 | Deutsche Einzelmeisterschaft U22           | Damendoppel | 1     | Nicole Grether / Sandra Beißel (SSV Heiligenwald / TTC Brauweiler 1948) |
| 1995/1996 | Deutsche Einzelmeisterschaft U22           | Mixed       | 1     | Björn Siegemund / Nicole Pitro (SV Fortuna Regensburg / TuS Wiebelskirchen) |
| 1995/1996 | Deutsche Einzelmeisterschaft               | Mixed       | 2     | Stephan Kuhl / Nicol Pitro (OSC Düsseldorf / TuS Wiebelskirchen) |
| 1996/1997 | Deutsche Einzelmeisterschaft U22           | Mixed       | 1     | Björn Decker / Nicole Pitro (SSV Heiligenwald / TuS Wiebelskirchen) |
| 1996/1997 | Deutsche Einzelmeisterschaft               | Mixed       | 2     | Stephan Kuhl / Nicol Pitro (SC Bayer 05 Uerdingen / TuS Wiebelskirchen) |
| 1996/1997 | Deutsche Einzelmeisterschaft               | Damendoppel | 2     | Sandra Beißel / Nicol Pitro (SC Bayer 05 Uerdingen / TuS Wiebelskirchen) |
| 1996/1997 | Deutsche Einzelmeisterschaft U22           | Damendoppel | 1     | Sandra Beißel / Nicole Pitro (TTC Brauweiler 1948 / TuS Wiebelskirchen) |
| 1997      | Österreich: Internationale Meisterschaften | Damendoppel | 1     | Karen Stechmann / Nicol Pitro (Deutschland) |
| 1997/1998 | Deutsche Einzelmeisterschaft               | Damendoppel | 3     | Nicol Pitro / Anika Sietz (SV Fortuna Regensburg / FC Langenfeld) |
| 1997/1998 | Deutsche Einzelmeisterschaft               | Mixed       | 1     | Stephan Kuhl / Nicol Pitro (SC Bayer 05 Uerdingen / SV Fortuna Regensburg) |
| 1998      | Bitburger Open                             | Mixed       | 1     | Michael Keck / Nicol Pitro (GER) |
| 1998/1999 | Deutsche Einzelmeisterschaft               | Mixed       | 2     | Michael Keck / Nicol Pitro (SG Anspach / SV Fortuna Regensburg) |
| 1998/1999 | Deutsche Einzelmeisterschaft               | Damendoppel | 1     | Nicol Pitro / Anika Sietz (SV Fortuna Regensburg / TuS Wiebelskirchen) |
| 1999/2000 | Deutsche Einzelmeisterschaft               | Damendoppel | 1     | Anika Sietz / Nicol Pitro (PSV Grün-Weiß Wiesbaden / SV Fortuna Regensburg) |
| 2000/2001 | Deutsche Einzelmeisterschaft               | Damendoppel | 1     | Nicole Grether / Nicol Pitro (SC Bayer 05 Uerdingen / VfB Friedrichshafen) |
| 2000/2001 | Deutsche Einzelmeisterschaft               | Mixed       | 1     | Björn Siegemund / Nicol Pitro (VfB Friedrichshafen) |
| 2000/2001 | Deutsche Mannschaftsmeisterschaft          | Mannschaft  | 2     | VfB Friedrichshafen (Niels Christian Kaldau, Xu Huaiwen, Lars Paaske, Nicol Pitro, Björn Siegemund, Claudia Vogelgsang, Ingo Kindervater, Bettina Mayer, Dennis Lens, Michael Fuchs, Peter Weinert, Falko Schmidt)    |
| 2001      | Portugal: Internationale Meisterschaften   | Mixed       | 1     | Björn Siegemund / Nicol Pitro (GER) |
| 2001/2002 | Deutsche Einzelmeisterschaft               | Damendoppel | 1     | Nicole Grether / Nicol Pitro (SC Bayer 05 Uerdingen / VfB Friedrichshafen) |
| 2001/2002 | Deutsche Mannschaftsmeisterschaft          | Mannschaft  | 2     | VfB Friedrichshafen (Henrik Bengtsson, Tomas Johansson, Ingo Kindervater, Lars Paaske, Michael Pongratz, Björn Siegemund, Peter Weinert, Rasmus Wengberg, Xu Huaiwen, Bettina Mayer, Nicol Pitro, Claudia Vogelgsang) |
| 2001/2002 | Deutsche Einzelmeisterschaft               | Mixed       | 1     | Björn Siegemund / Nicol Pitro (VfB Friedrichshafen) |
| 2002/2003 | Deutsche Mannschaftsmeisterschaft          | Mannschaft  | 3     | VfB Friedrichshafen (Niels Christian Kaldau, Lars Paaske, Björn Siegemund, Ingo Kindervater, Dennis Lens, Michael Fuchs, Peter Weinert, Falko Schmidt, Xu Huaiwen, Nicol Pitro, Claudia Vogelgsang, Bettina Mayer)    |
| 2003/2004 | Deutsche Einzelmeisterschaft               | Damendoppel | 3     | Nicol Pitro / Petra Overzier (VfB Friedrichshafen / 1. BC Beuel) |
| 2003/2004 | Deutsche Einzelmeisterschaft               | Mixed       | 1     | Björn Siegemund / Nicol Pitro (VfB Friedrichshafen) |
| 2007/2008 | Deutsche Einzelmeisterschaft               | Damendoppel | 3     | Nicol Bittner (VfB Friedrichshafen) / Karen Neumann (VfL Maschen) |
| 2008/2009 | Deutsche Einzelmeisterschaft               | Damendoppel | 3     | Nicol Bittner (PTSV Rosenheim) / Karen Neumann (VfL 93 Hamburg) |
| 2009/2010 | Deutsche Einzelmeisterschaft               | Mixed       | 3     | Michael Fuchs (1. BC Bischmisheim) / Nicol Bittner (PTSV Rosenheim) |
| 2009/2010 | Deutsche Einzelmeisterschaft               | Damendoppel | 2     | Nicol Bittner (PTSV Rosenheim) / Karen Neumann (VfL 93 Hamburg) |